# DR-Baureihe E 21
In die Baureihe E 21 reihte die Deutsche Reichsbahn 1927 drei Elektrolokomotiven mit Einzelachsantrieben (Achsfolge 2'Do1') ein. Die Fahrzeuge der Baureihe E 21.0 wurden als E 21 01 und E 21 02 nummeriert, eine weitere Variante erhielt die Nummer E 21 51.